# Sergei Sergejewitsch Iljin
Sergei Sergejewitsch Iljin (russisch Сергей Сергеевич Ильин, * 20. Juni 1906 in Kolomna, Gouvernement Moskau, Russisches Kaiserreich; † 14. Oktober 1997 in Moskau, Russland) war ein sowjetischer Fußball- und Bandyspieler. Er wurde 1940 als Verdienter Meister des Sports der UdSSR ausgezeichnet.

## Biografie
Sergei Iljin begann seine Karriere im Jahr 1924 in der Klubmannschaft des Kolomner Lokomotivwerks. Von 1929 bis September 1931 spielte er für ZSKA Moskau. Danach wechselte er zu Dynamo Moskau, für das er am 24. September 1931 im Moskauer Meisterschaftsspiel gegen AMO debütierte. In der sowjetischen Meisterschaft debütierte er am 24. Mai 1936 gegen Dynamo Kiew.
In den Jahren 1930 bis 1935 spielte er für die sowjetische Nationalmannschaft, für die er in zwölf inoffiziellen Spielen sechs Tore erzielte. Von 1927 bis 1933 war er Mitglied der Auswahlmannschaft der RSFSR. Er wurde 1931 Landesmeister unter den Auswahlmannschaften der Städte und Republiken mit der RSFSR-Auswahl. Mit der Moskauer Auswahlmannschaft wurde er 1932 und 1935 Landesmeister unter den Städte- und Republikauswahlen sowie 1931 Landesmeister der RSFSR und 1932 Zweiter der RSFSR-Meisterschaft.
Iljin nahm an bedeutenden internationalen Begegnungen teil, darunter Spiele gegen Židenice (Brünn, Tschechoslowakei) 1934, die Auswahlmannschaft Prags 1935, Racing Paris am 1. Januar 1936 und Teams aus Bulgarien 1940 im Rahmen von Spartak Moskau. Insgesamt erzielte er in 89 interstädtischen Spielen für die Moskauer Auswahl und Dynamo bis 1936 64 Tore.

## Erfolge
- Sowjetischer Meister im Fußball (1936 Frühjahr, 1937 und 1940)
- Zweiter Platz in der sowjetischen Meisterschaft (1936 Herbst)
- Gewinner des sowjetischen Pokals im Fußball (1937)
- Kapitän von Dynamo Moskau in 73 offiziellen Spielen der nationalen Meisterschaften (1935–1941)
- Meister von Moskau (1931 Herbst, 1934 Herbst, 1935 Frühjahr, 1942 Frühjahr)
- Gewinner des Moskauer Pokals (1941), Finalist des Moskauer Pokals (1942)
- Sieger im Allunionswettbewerb von Dynamo (1933)
- Teilnehmer am Match gegen die baskische Nationalmannschaft (1937), erzielte ein Tor in diesem Spiel
- Teilnehmer der erfolgreichen Tournee durch Großbritannien im November 1945 mit Dynamo
- In den Listen der 33 besten Fußballer der UdSSR (1930, 1933 und 1938)
- Vierfacher Meister der UdSSR im Bandy (1936, 1951, 1952)
- 12-facher Sieger des UdSSR-Pokals im Bandy (1937, 1938, 1939, 1940, 1941, 1948, 1949, 1950, 1951, 1952, 1953 und 1954)